# مادان، بلغارستان
مادان شهری در استان اسمولیان کشور بلغارستان است که جمعیت آن در سال ۲۰۰۱ میلادی ۶٬۵۷۳ نفر بوده‌است.